# Kobeljaky
Kobeljaky (in ucraino Кобеляки?) è una città dell'Ucraina (9465 abitanti) situata nel distretto di Poltava, nell'oblast' di Poltava. Ospita l'amministrazione della comunità territoriale di Kobeljaky, una delle comunità territoriali dell'Ucraina.
Fino al 18 luglio 2020 Kobeljaky è stata il centro amministrativo del distretto di Kobeljaky, abolito come parte della riforma amministrativa dell'Ucraina, che ha ridotto a quattro il numero dei distretti dell'oblast' di Poltava. L'area del distretto di Kobeljaky è stata trasferita al distretto di Poltava.